# Jean Carles
Jean Carles (né à Grasse le 12 janvier 1892, où il est mort le 8 juillet 1966) est un parfumeur français. Il est le fondateur et le premier directeur en 1946 de l'école de Parfumerie de Roure située à Grasse.
Il met au point une méthode pour apprendre les matières premières, les « accords » et les familles olfactives. Elle est toujours enseignée dans l'école qu'il a fondée.

## Créations[5],[6],[7]
- Tout Lelong (1927) de Lucien Lelong
- Tabu (1932) de Dana
- Canoë (1935) de Dana
- Shockinq! (1936) de Schiaparelli; le flacon — Leonor Fini[8]
- L'Indiseret (1936) de Lucien Lelong; le flacon — René Lalique
- Elle. Elle... (1937) de Lucien Lelong
- Tailspin (1940) de Lucien Lelong
- Ma Griffe (1946) de Carven
- Orqueil (1946) (1947?) de Lucien Lelong
- Miss Dior (1947) de Christian Dior, avec Paul Vacher